# Симаков, Каюм Мухамеджанович
Каюм Мухамеджанович Симаков (тат. Каюм Мөхәммәтҗан улы Симаков) (15 октября 1904, д.  Тебеньково ныне Рязанская область — 29 сентября 1984, Ленинград) — советский государственный и партийный деятель, заместитель председателя Совета министров Казахской ССР (1961—1965), председатель Государственного планового комитета СМ Казахской ССР (1965—1967). Член ВКП(б) с 1941 г.

## Карьера
- 1924 — уполномоченный сельского Совета, председатель деревенского комитета взаимопомощи
- 1934 — окончил Свердловский горный институт
- 1934—1940 — инженер-конструктор, начальник цеха Чимкентского свинцового завода
- 1940—1948 — главный инженер, директор Лениногорского свинцового завода (Восточно-Казахстанская область)
- 1948—1956 — директор Чимкентского свинцового завода
- 1956—1957 — 1-й заместитель министра цветной металлургии Казахской ССР
- 1957—1961 — председатель СНХ Восточно-Казахстанского экономического административного района
- 1961-03.1965 — заместитель председателя Совета министров Казахской ССР
- 03-10.1965 — 1-й заместитель председателя Совета министров Казахской ССР
- 10.1965-1968 — заместитель председателя Совета министров Казахской ССР
- 10.1965-1967 — председатель Государственного планового комитета СМ Казахской ССР, заместитель председателя Государственного планового комитета СССР (по совместительству)
- 1968  — персональный пенсионер союзного значения.

## Награды
- Орден Ленина
- 2 орд. Трудового Красного Знамени
- Орден «Знак Почёта»